# Lagunas de Puebla de Beleña
Las lagunas de Puebla de Beleña son un espacio natural de la provincia española de Guadalajara compuesto por dos lagunas naturales situadas cerca de Puebla de Beleña. El espacio abarca 210,07 ha y está protegido dentro de la red Natura 2000 como Reserva Natural y Sitio Ramsar.

## Descripción
- Código NATURA 2000:

LIC - ES4240005.
ZEPA - ES4240005.
- Clima - Mediterráneo continentalizado.
- Extensión - 210,07 ha.
- Altitud:

Mínima - 950 m.
Media - 955 m.
Máxima - 960 m.
- Localización: W/E (Greenwich).

Longitud - W 3º 15' 3".
Latitud - N 40º 53' 13".

### Características
Las lagunas de Puebla de Beleña son lagunas testimonio de una antigua red de drenaje que contribuyó a la formación y posterior erosión de la raña de Casas de Uceda, localizada al oeste de la provincia de Guadalajara, en la estribaciones de la sierra de Ayllón, en el Sistema Central.
En la actualidad son de carácter estacional y cuentan con una superficie de 0,26 y 0,12 ha.

#### Geológicas
Estas lagunas se localizan en el límite entre la zona oriental del Sistema Central y la Cuenca Meso-Terciaria del Tajo. El Mesozoico de dicha cuenca presenta características semejantes a las de la Cadena Celtibérica, con afloramientos de materiales del Triásico y Jurásico marino muy desmantelado, solo presente en la región de Sigüenza-Atienza y Cretácico en facies transicionales y marinas. El Paleógeno y Neógeno se ha depositado en cuencas continentales intra-montañosas presentado gran cantidad de facies, el Mesozoico y Paleógeno, están afectados por varias fases de plegamiento, siguiendo las directrices de las sierras de Guadarrama, Altomira e Ibérica. El Neógeno se presenta subhorizontal o ligeramente inclinado, con evidencias de actividad neotéctonica reciente que afecta a todo el conjunto.

##### Litología
Estas lagunas están localizadas sobre un conjunto de sedimentos arenosos, intercalados de limos y arcillas, depositados, fundamentalmente, por procesos de decantación en las propias lagunas. Los suelos desarrollados sobre estos fondos endorreicos están sujetos a procesos de hidroformismo con la concentración de nódulos de Fe-Mn.
El origen de estas lagunas está relacionada con el curso del río Jarama, en concreto con la terraza más alta y antigua de esta cuenca fluvial, (+190 m), después de la formación de la Raña. El abandono de antiguos cursos fluviales motivado por la migración de barras o estrangulamiento de meandros, da lugar a la formación de suaves depresiones que se acrecientan posteriormente mediante procesos de lavados de finos y a la compactación diferencial.

#### Hidrológicas
Las lagunas de Puebla de Beleña, son lagunas con un marcado régimen estacional, de aguas dulces, que en años lluviosos pueden llegar a comunicarse entre ellas. Están relacionadas con los acuíferos cuaternarios formados en los depósitos de terrazas altas del curso fluvial del Jarama. Este acuífero detrítico se encuentra colgado y desconectado de los niveles hidrogeológicos regionales e intercalados entre el conjunto de gravas y arenas se encuentran niveles con acumulación de arcillas en horizontes, que pueden constituir la base impermeable sobre el que se forman estas lagunas.

#### Ecológicas

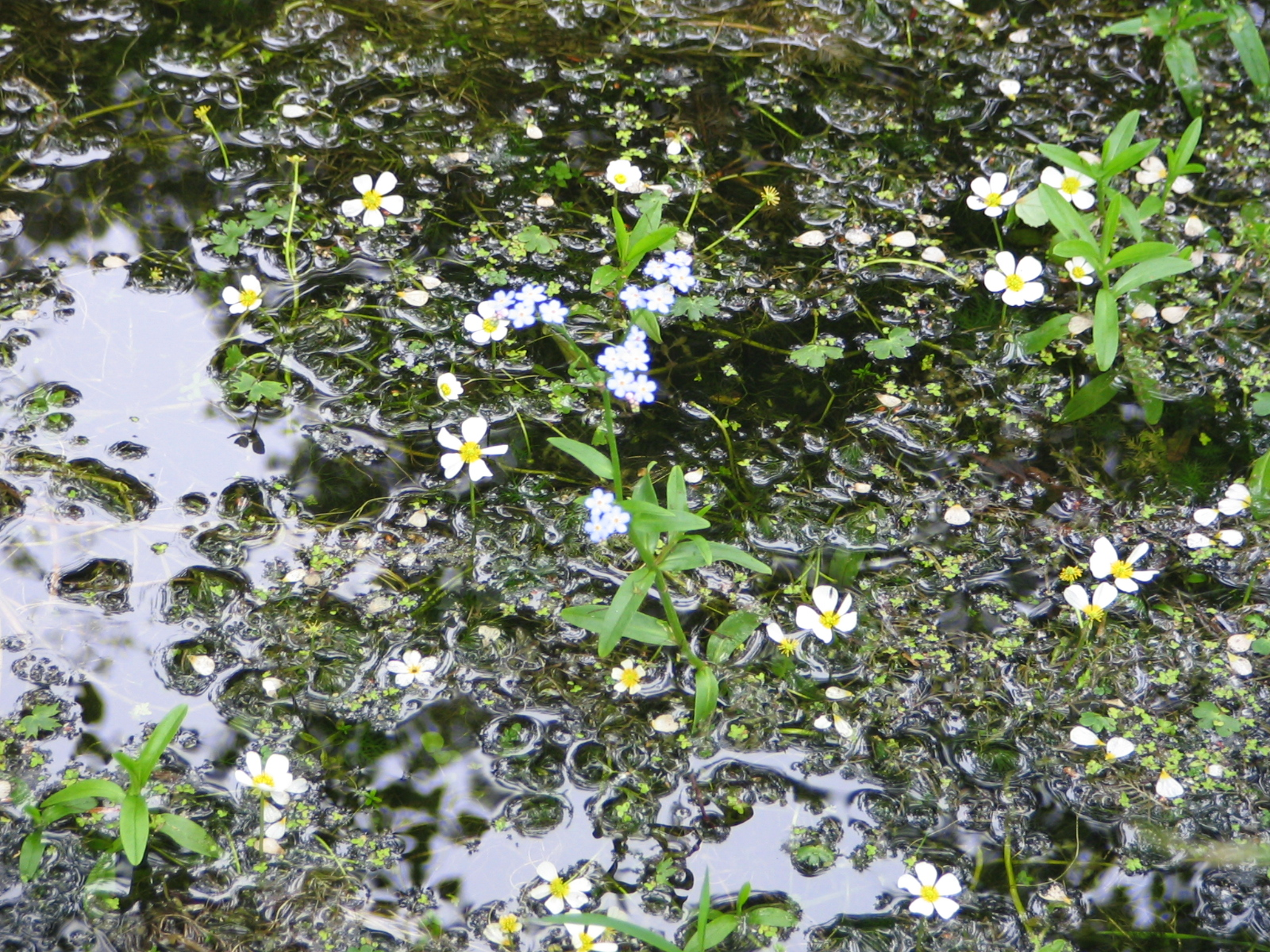
Ranunculus peltatus.

Las lagunas de Puebla de Beleña son un conjunto de dos lagunas endorreicas de carácter temporal, sobre suelos silíceos, rodeadas de pastizales estacionales y cultivos de secano y de gran valor ecológico debido a las especies de aves que encuentran un lugar en este espacio, para descansar o desarrollarse.

##### Flora
La vegetación acuática y anfibia es particularmente interesante y compleja como consecuencia de las extremas condiciones de estacionalidad, en la que alternan periodos de máxima inundación con otros de total desecación de la lámina de agua. La vegetación corresponde a diversos tipos de formaciones primaverales de plantas anuales, caracterizadas por los carófitos Nitella opaca, Tolypella glomerata y Chara connivens y por los miriofílios, ninfeidos y batráchidos, esencialmente Callitriche brutia, Myriophyllum alterniflorum, Potamogetom gramineus y Ranunculus peltatus subsp. fucoides.
Entre las especies de flora singular que se pueden encontrar en las lagunas están, el trébol peludo, Marsilea strigosa y Littorella uniflora del género Isoetes.

##### Fauna
Estas lagunas, cuentan con una importante riqueza faunística responsable del alto valor ecológico de esta zona húmeda. El uso de la avifauna acuática de este complejo depende directamente del nivel de encharcamiento, que está a su vez limitado, en gran medida, por la variación estacional e interanual de las precipitaciones. A pesar de estas limitaciones, estas lagunas representan un punto importante en la migración, sobre todo prenupcial, para la grulla común, (Grus grus). Se trata de una zona de parada tradicional de cientos de aves desde mediados de febrero hasta mediados de marzo.

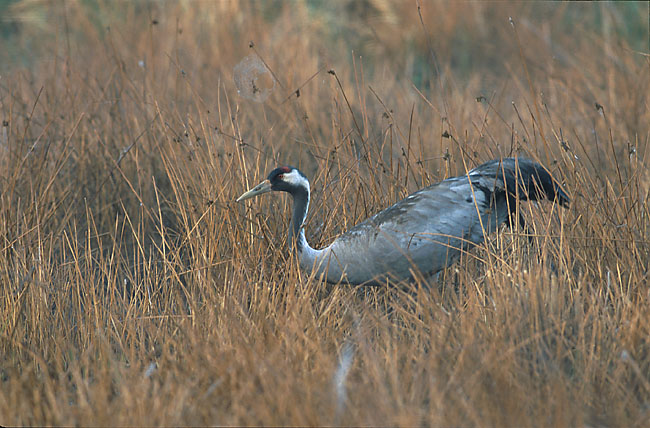
Grulla común campeando.

De la misma forma, aparecen comunidades reproductoras de ánade real, (Anas platyrhynchos) y focha común, (Fulica atra) y cuando los niveles de agua lo permiten, zampullín cuellinegro, (Podiceps nigricolis), chorlitejo chico, (Charadrius dubius), cigüeñuela, (Himantopus himantopus), ánade friso, (Anas strepera), ánade rabudo, (Anas acuta) y avefría, (Vanellus vanellus), destacándose la cría ocasional de la cerceta carretona, (Anas querquedula).
En invierno se ha registrado un mínimo de catorce especies de aves acuáticas, entre las que destaca la presencia ocasional del porrón común (Aythya ferina), zampullín cuellinegro, ánsar careto (Anser albifrons), grulla común, agachadiza común (Gallinago gallinago) y zarapito real (Numenius arquata). Otras especies, que aparecen de forma ocasional o durante los pasos, son la garza imperial (Ardea purpurea), cigüeña negra (Ciconia nigra), espátula común (Platalea leucorodia), cerceta carretona y pato colorado (Netta rufina). También se han detectado la presencia esporádica de grupos de gansos en migración.
Además frecuentan este humedal ciertas aves rapaces como el alcotán (Falco subbuteo) y el aguilucho cenizo (Circus pygargus) en nidificación, así como el aguilucho lagunero (Circus aeruginosus), aguilucho pálido (Circus cyaneus) con presencia permanente. Este espacio es usado como cazadero o zona habitual de campeo por el buitre leonado (Gyps fulvus), el águila real (Aquila chrysaetos), el águila perdicera (Hieratus fasciatus) o el halcón peregrino (Falco peregrinus). Observándose también individuos de alimoche (Neophron percnopterus), buitre negro (Aegypius monachus), águila culebrera (Circaetus gallicus) o cernícalo primilla (Falco naumanni).
Otras aves presentes en la zona, son la perdiz roja (Alectoris rufa), la tórtola europea (Streptopelia turtur), codorniz (Coturnix coturnix), paloma torcaz (Columba palumbus), becada (Scolopax rusticola) y zorzales (Turdus sp.).
En cuanto a los anfibios, el gallipato, el sapo de espuelas y el sapo corredor, encuentran un lugar idóneo para su reproducción, pudiéndose destacar la presencia en el lugar del sapo partero común, sapo partero ibérico y la ranita de San Antonio.
En el grupo de los mamíferos pueden observarse en los alrededores de las lagunas, ejemplares de tejón, gato montés europeo, topos, liebre ibérica, conejo, zorro rojo, corzo y jabalí.

## Vulnerabilidad
Las partes más externas de la laguna se pueden ver cultivadas en los años más secos. Se comienzan a apreciar síntomas de eutroficación por sobrepastoreo.
La existencia en la proximidad de un aeropuerto deportivo impide la necesaria tranquilidad para las aves acuáticas, empeorándolo las visitas turísticas al lugar. La construcción de urbanizaciones de segunda residencia.

### Cartografía
- Hoja 485-IV a escala 1:25000 del Instituto Geográfico Nacional.